# Nicola Zingaretti
Nicola Zingaretti este un om politic italian, membru al Parlamentului European în perioada 2004-2009 din partea Italiei.
1. ↑  Nicola Zingaretti, Munzinger Personen, accesat în 9 octombrie 2017
2. 1 2 3  Deputații în Parlamentul European
3. ↑  Carlo Bertini (17 martie 2019), Pd, l’Assemblea proclama Zingaretti segretario (în italiană), La Stampa[*], accesat în 17 martie 2019
4. ↑   https://www.tuttitalia.it/presidenti-regioni/, accesat în 16 martie 2018 Lipsește sau este vid: |title= (ajutor)
5. ↑   https://www.nicolazingaretti.it/la-mia-storia/ Lipsește sau este vid: |title= (ajutor)